# Lentinula
Lentinula Earle (twardnik) – rodzaj grzybów z rodziny Omphalotaceae. W Polsce występuje tylko jeden przedstawiciel tego rodzaju.

## Systematyka i nazewnictwo
Pozycja w klasyfikacji według Index Fungorum: Omphalotaceae, Agaricales, Agaricomycetidae, Agaricomycetes, Agaricomycotina, Basidiomycota, Fungi.
Nazwę polską podał Władysław Wojewoda w 1998 r. W polskim piśmiennictwie mykologicznym rodzaj ten opisywany był też jako twardziak. Synonim naukowy Shitaker Lloyd:

## Gatunki
- Lentinula aciculospora J.L. Mata & R.H. Petersen 2000
- Lentinula boryana (Berk. & Mont.) Pegler 1976
- Lentinula edodes (Berk.) Pegler 1976 – twardnik japoński
- Lentinula guarapiensis (Speg.) Pegler 1983
- Lentinula lateritia (Berk.) Pegler 1983
- Lentinula novae-zelandiae (G. Stev.) Pegler 1983
- Lentinula raphanica (Murrill) Mata & R.H. Petersen 2001
- Lentinula reticeps (Mont.) Murrill 1915

Wykaz gatunków (nazwy naukowe) na podstawie Index Fungorum.